# Tha Crossroads
«Tha Crossroads» это песня хип-хоп группы Bone Thugs-n-Harmony, посвященная умершей рэп-иконе Eazy-E. Это одна из лучших песен этой группы, продажи которой считаются самыми высокими.

## Информация
Изначально называлась "Crossroad," но потом продюсер группы, DJ U-Neek, переделал музыку и песня обрела новое название. Песня «Crossroad» посвящалась умершим друзьям группы, но после смерти Eazy-E она была посвящена ему в новом варианте, «Tha Crossroads». Песня была написана Krayzie Bone, Layzie Bone, Bizzy Bone и Wish Bone, но во второй версии был добавлен Flesh-n-Bone. Музыка была семплирована из песни The Isley Brothers "Make Me Say It Again Girl (часть 1 и 2), «. Сингл был на 1 строчке Billboard Hot 100 в течение 8 недель, было продано больше 17 миллионов копий по всему миру, и группа получила Грэмми за Лучшее рэп-исполнение дуэтом или группой. «Tha Crossroads» это самая продаваемый хип-хоп сингл за всё время. Группа получила Грэмми за лучшую хип-хоп песню в 1997 году.

## Видеоклип
В начале клипа девушка из хора поёт традиционную похоронную песню «Mary Don’t You Weep» в церкви на отпевании. В церковь входит человек в черных очках, в образе смерти, и забирает душу усопшего. Bone Thugs-N-Harmony единственные, кто видит его, и пытаются противостоять ему, но он забирает их друга Wally, дядю Wish Bon’а Charles, Eazy-E, и новорожденного младенца. Смерть с забранными душами поднимается на гору, на которой превращается в ангела и забирает их на небеса.

## Список композиций

### Австралийская версия
1. «Tha Crossroads» (D.J. U-Neek’s Mo Thug Remix) — 3:50
2. «Tha Crossroads» (D.J. U-Neek’s Remix Instrumental) — 3:48
3. «Crossroad» (LP Version — Radio Edit) — 3:33
4. «1st of tha Month» (The Kruder and Dorfmeister Remix) — 6:15
5. «Thuggish Ruggish Bone» — 4:42

## Официальная версия
- «Crossroad» (LP Version)(Original Version) — 3:27
- «Crossroad» (LP Version — Radio Edit) — 3:33
- «Tha Crossroads» (D.J. U-Neek’s Mo Thug Remix) — 3:50
- «Tha Crossroads» (D.J. U-Neek’s Remix Instrumental) — 3:48

## Чарты
| Чарт (1996)                                 | Пик чарта |
| ------------------------------------------- | --------- |
| ARIA Australian Hip-Hop / Rap Singles Chart | 1         |
| New Zealand RIANZ Singles Chart             | 1         |
| Germany Singles Chart                       | 4         |
| UK Singles Chart                            | 8         |
| U.S. Billboard Hot 100                      | 1         |
| U.S. Billboard Hot Rap Tracks               | 1         |
| U.S. Billboard Top Airplay                  | 1         |
| U.S. Billboard Hot R&B/Hip-Hop Songs        | 1         |